# Malgassesia rufescens
Malgassesia rufescens là một loài bướm đêm thuộc họ Sesiidae. Loài này có ở Madagascar.